# Fischach (Salzach)
Fischach är ett vattendrag i Österrike.   Det ligger i förbundslandet Salzburg, i den centrala delen av landet, 250 km väster om huvudstaden Wien.
Runt Fischach är det i huvudsak tätbebyggt. Runt Fischach är det ganska tätbefolkat, med 116 invånare per kvadratkilometer.